# 1921 (numero)
Millenovecentoventuno (1921) è il numero naturale dopo il 1920 e prima del 1922.

## Proprietà matematiche
- È un numero dispari.
- È un numero composto da 4 divisori: 1, 17, 113, 1921. Poiché la somma dei suoi divisori (escluso il numero stesso) è 131 < 1921, è un numero difettivo.
- È un numero semiprimo.
- È un numero nontotiente in quanto dispari e diverso da 1.
- È esprimibile come somma di due quadrati: 1921 = 625 + 1296 = 252 + 362.
- È un numero fortunato.
- È un numero di Smith nel sistema numerico decimale.
- È un numero di Proth.
- È un numero intero privo di quadrati.
- È un numero odioso.
- È parte delle terne pitagoriche (255, 1904, 1921), (671, 1800, 1921), (904, 1695, 1921), (1121, 1560, 1921), (1921, 6240, 6529), (1921, 16272, 16385), (1921, 108528, 108545), (1921, 1845120, 1845121).

## Astronomia
- 1921 Pala è un asteroide della fascia principale del sistema solare.

## Astronautica
- Cosmos 1921 è un satellite artificiale russo.